# Farrukh Siyar

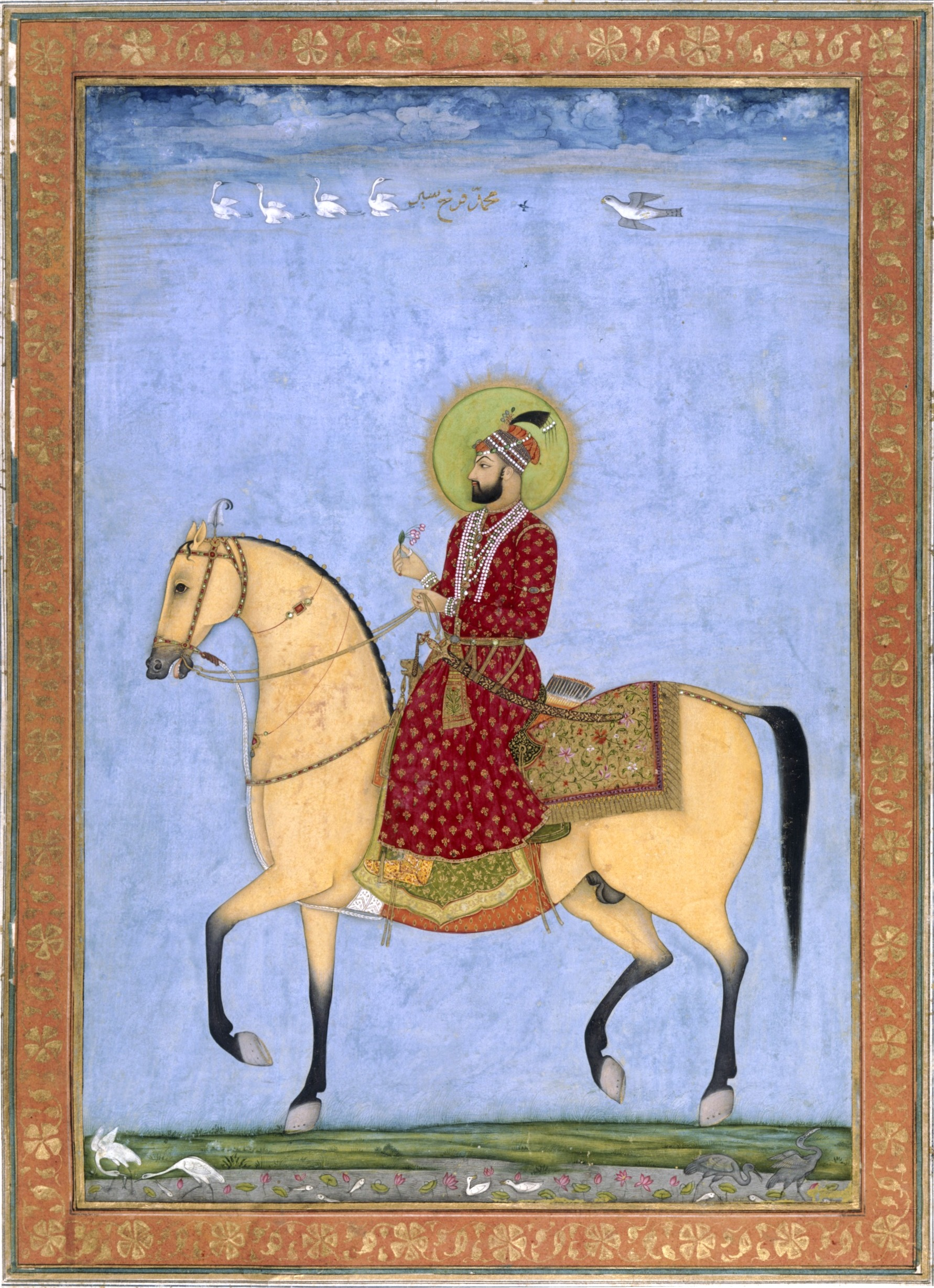
Farrukh Siyar

Farrukh Siyar (* 11. Januar 1683; † 28. Februar 1719 in Delhi) war der 10. Großmogul von Indien in den Jahren 1713 bis 1719.

## Leben und Wirken
Der Sohn von Azim ush Shan konnte sich im Jahr 1713 in einer Schlacht bei Delhi gegen seinen Onkel Jahandar Shah durchsetzen und den Mogulthron besteigen. Er war aber eher eine Marionette der mit den Marathen verbündeten Sayyiden, zweier Brüder, die als Kommandanten am Mogulhof dienten und zu einem wesentlichen Machtfaktor am Hof aufgestiegen waren. Während seiner Regierungszeit erhielt die Britische Ostindien-Kompanie, die sich im Laufe des 17. Jahrhunderts als führende europäische Handelsgesellschaft an der indischen Küste festgesetzt hatte, wichtige Handelskonzessionen in Bengalen. Die davon erhoffte Verbesserung der Finanzsituation durch Belebung des Außenhandels blieb jedoch aus, da die Briten die zunehmende wirtschaftliche Abhängigkeit der Moguln vom Seehandel der Europäer auszunutzen wussten. Auch die Provinzen des Mogulreiches konnten nur durch Zugeständnisse, die sie zu halbautonomen Staaten machten, gehalten werden. Der Führer der aufständischen Sikhs Banda Bahadur wurde im Jahr 1716 gefangen genommen und hingerichtet. Drei Jahre später ließen die Sayyiden auch Farrukh Siyar umbringen, der nicht fähig war, das Reich zu alter Stärke zurückzuführen.

## Nachfolge
Es folgte ein blutiger Machtkampf, aus dem Muhammad Shah als Sieger hervorging.